# Fräkenträsket (Arvidsjaurs socken, Lappland)
Fräkenträsket är en sjö i Arvidsjaurs kommun i Lappland och ingår i Byskeälvens huvudavrinningsområde.